# Centrogone purpurea
Centrogone purpurea är en fjärilsart som beskrevs av M.Gaede 1915. Centrogone purpurea ingår i släktet Centrogone och familjen nattflyn. Inga underarter finns listade i Catalogue of Life.